# Paratrechina bourbonica
Paratrechina bourbonica är en myrart som först beskrevs av Auguste-Henri Forel 1886.  Paratrechina bourbonica ingår i släktet Paratrechina och familjen myror.

## Underarter
Arten delas in i följande underarter:
- P. b. amia
- P. b. bourbonica
- P. b. farquharensis
- P. b. ngasiyana

## Bildgalleri

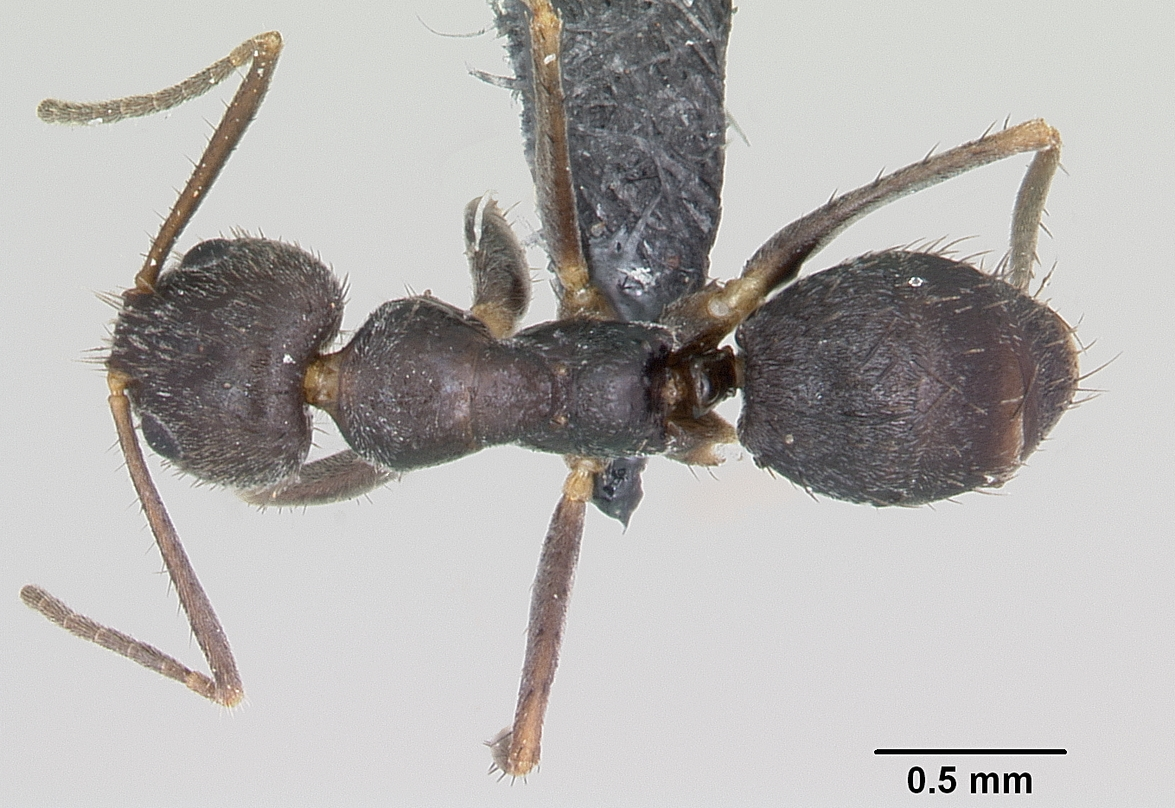
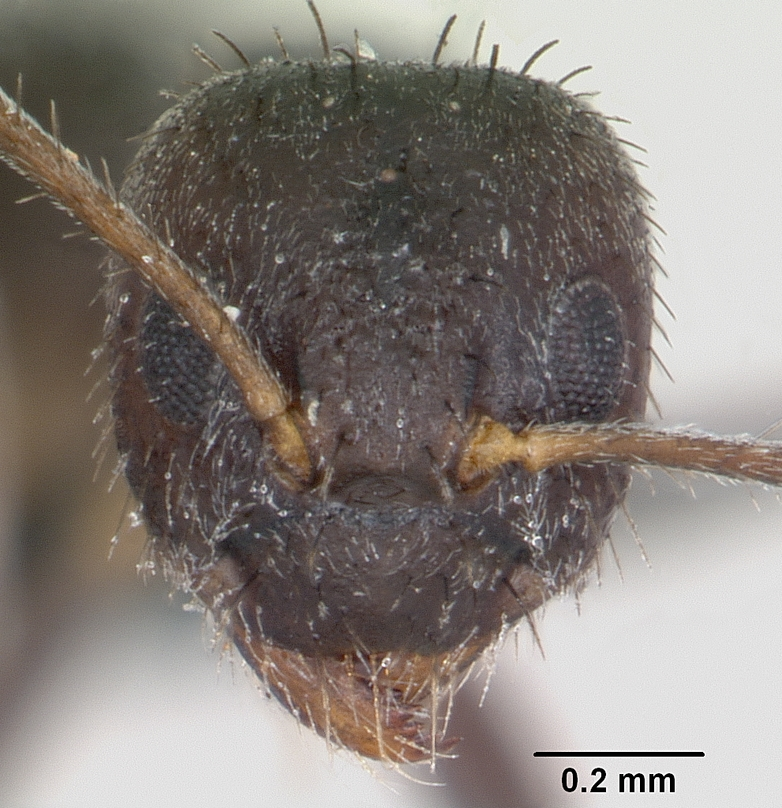
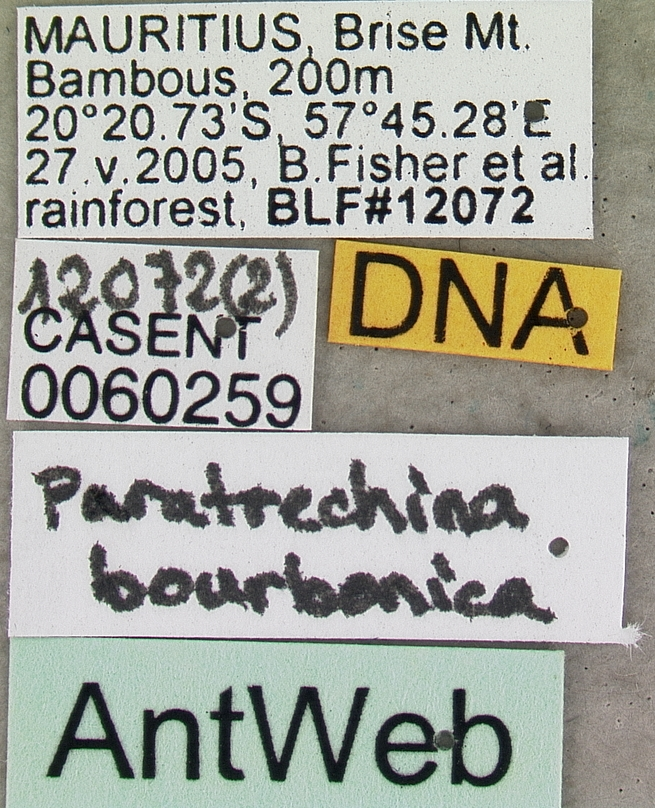
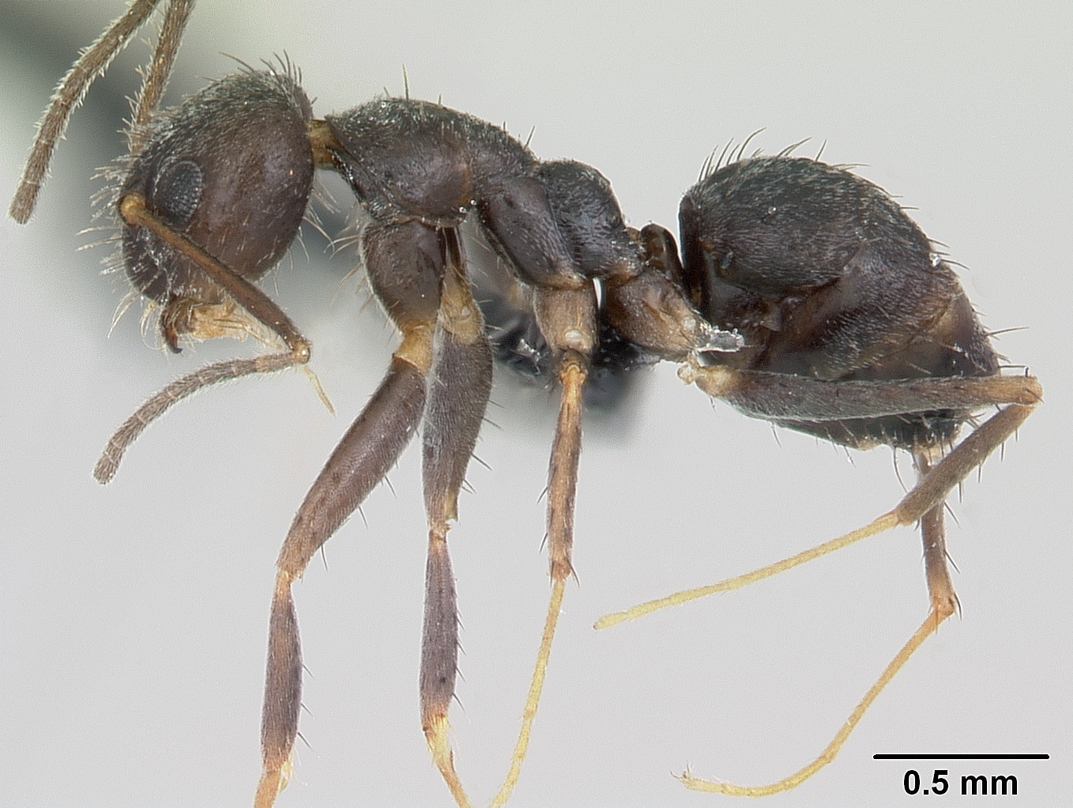
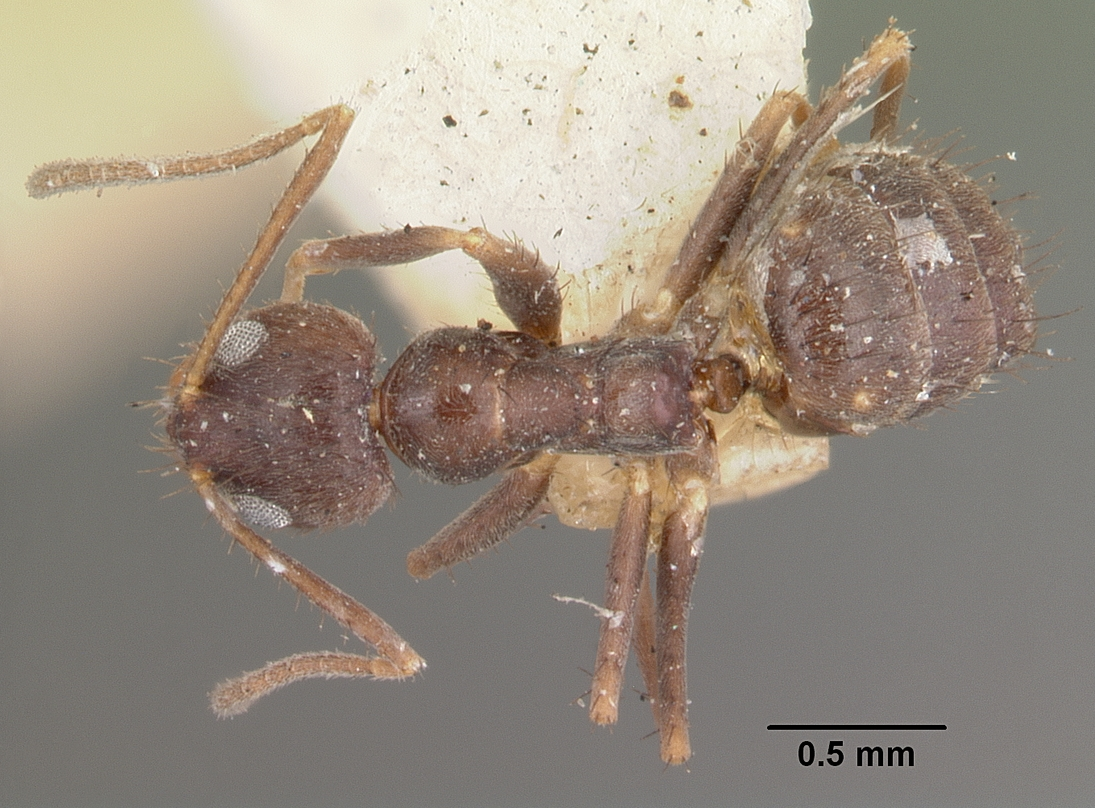
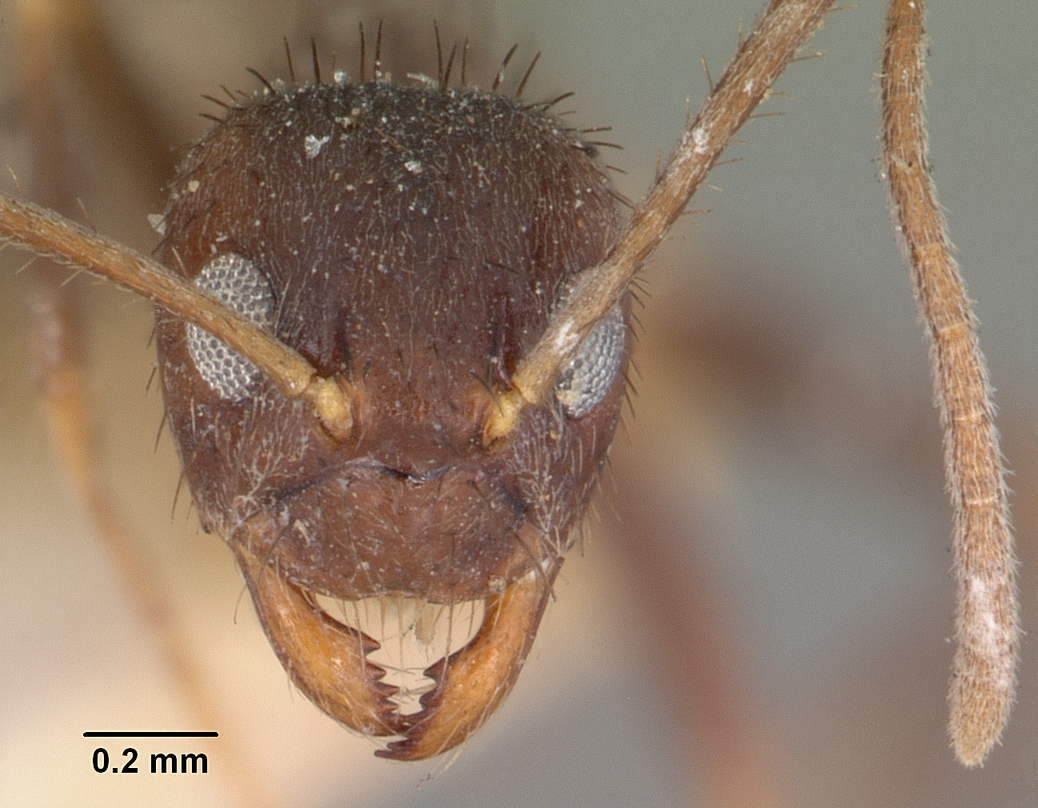